# Blumhouse Productions
Blumhouse Productions, soms ook wel BH Productions genoemd, is een Amerikaans film- en televisieproductiebedrijf opgericht door Jason Blum. Het bedrijf werd opgericht in 2000 en is voornamelijk bekend van het produceren van horrorfilms.

## Producties

### Films
- 2006: Griffin & Phoenix
- 2007: The Fever
- 2007: The Darwin Awards
- 2008: Graduation
- 2008: The Accidental Husband
- 2009: Paranormal Activity
- 2010: Tooth Fairy
- 2010: Paranormal Activity 2
- 2011: Insidious
- 2011: Paranormal Activity 3
- 2012: The Babymakers
- 2012: Sinister
- 2012: Paranormal Activity 4
- 2012: The Lords of Salem
- 2012: The Bay
- 2013: Dark Skies
- 2013: The Purge
- 2013: Insidious: Chapter 2
- 2013: Plush
- 2013: Best Night Ever
- 2013: Oculus
- 2014: Paranormal Activity: The Marked Ones
- 2014: 13 Sins
- 2014: Not Safe for Work
- 2014: The Normal Heart
- 2014: The Purge: Anarchy
- 2014: Mockingbird
- 2014: Mercy
- 2014: Whiplash
- 2014: Stretch
- 2014: The Town That Dreaded Sundown
- 2014: Ouija
- 2014: Jessabelle
- 2014: Creep
- 2015: The Boy Next Door
- 2015: The Lazarus Effect
- 2015: Unfriended
- 2015: Area 51
- 2015: Insidious: Chapter 3
- 2015: Exeter
- 2015: Curve
- 2015: The Gallows
- 2015: The Gift
- 2015: Sinister 2
- 2015: The Visit
- 2015: The Green Inferno
- 2015: Paranormal Activity: The Ghost Dimension
- 2015: Jem and the Holograms
- 2016: Visions
- 2016: The Veil
- 2016: Martyrs
- 2016: Hush
- 2016: The Darkness
- 2016: The Purge: Election Year
- 2016: Viral
- 2016: In a Valley of Violence
- 2016: Ouija: Origin of Evil
- 2016: Incarnate
- 2017: Split
- 2017: The Resurrection of Gavin Stone
- 2017: Get Out
- 2017: The Belko Experiment
- 2017: Sleight
- 2017: Lowriders
- 2017: Birth of the Dragon
- 2017: Happy Death Day
- 2017: Creep 2
- 2017: Amityville: The Awakening
- 2017: Like. Share. Follow.
- 2017: Totem
- 2018: Benji
- 2018: Truth or Dare
- 2018: Stephanie
- 2018: Family Blood
- 2018: Delirium
- 2018: Upgrade
- 2018: The First Purge
- 2018: Unfriended: Dark Web
- 2018: The Keeping Hours
- 2018: BlacKkKlansman
- 2018: Seven in Heaven
- 2018: Halloween
- 2018: Cam
- 2019: Glass
- 2019: Happy Death Day 2U
- 2019: Mercy Black
- 2019: Stockholm
- 2019: Thriller
- 2019: Ma
- 2019: Don't Let Go
- 2019: Bloodline
- 2019: Prey
- 2019: Sweetheart
- 2019: The Gallows Act II
- 2019: Adopt a Highway
- 2019: Black Christmas
- 2020: Fantasy Island
- 2020: The Invisible Man
- 2020: The Hunt
- 2020: You Should Have Left
- 2020: The Lie
- 2020: Black Box
- 2020: Evil Eye
- 2020: Nocturne
- 2020: The Craft: Legacy
- 2020:  Freaky
- 2021: The Vigil
- 2021: The Forever Purge
- 2021: Halloween Kills
- 2022: The Black Phone
- 2022: They/Them
- 2022: Mr. Harrigan's Phone
- 2022: The Visitor
- 2022: Halloween Ends
- 2022: Run Sweetheart Run
- 2022: Nanny
- 2022: M3GAN
- 2023: Sick
- 2023: Insidious: The Red Door
- 2023: The Passenger
- 2023: Totally Killer
- 2023: The Exorcist: Believer
- 2023: Five Nights at Freddy's
- 2024: Imaginary
- 2024: Afraid
- 2024: Speak No Evil
- 2025: Drop
- 2025: M3GAN 2.0

### Televisieseries
- 2012: The River
- 2013: Stranded
- 2014: Ascension
- 2015: Eye Candy
- 2015: The Jinx: The Life and Deaths of Robert Durst
- 2015: Real Scares
- 2015-2016: Hellevator
- 2015: South of Hell
- 2016: Judgment Day: Prison or Parole?
- 2016: 12 Deadly Days
- 2017: Cold Case Files
- 2018: Sharp Objects
- 2018-2020: Sacred Lies
- 2018: Ghoul
- 2018-2019: The Purge
- 2018-2020: Into the Dark
- 2019: Smiley Face Killers: The Hunt For Justice
- 2019: The Loudest Voice
- 2019: No One Saw a Thing
- 2020: Betaal
- 2020: A Wilderness of Error
- 2020: The Good Lord Bird
- 2020-2021: History's Geatest Mysteries: Roswell - First Witness
- 2021: Florida Man Murders
- 2021: The People v. The Klan
- 2021: Fall River
- 2021: Relentless
- 2021: What Happened, Brittany Murphy?
- 2021: Ten Weeks
- 2022: Worst Roommate Ever
- 2022: The Thing About Pam
- 2022: The Anarchists
- 2022: Dangerous Breed: Crime. Cons. Cats.
- 2023: Floribama Murders
- 2023: True Crime Story: Look Into My Eyes
- 2023: The Horror of Dolores Roach
- 2024: Choir